# Чальма
Чальма (исп. Chalma)  —   город в Мексике, входит в штат Мехико. Население 1701 человек.